# Irische Kronjuwelen

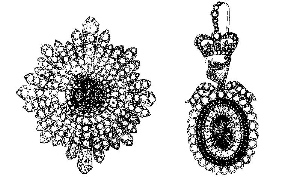
Die Irischen Kronjuwelen. Das Bild wurde zwei Wochen nach dem Diebstahl vom Königlichen Irischen Constabulary und der Dubliner Metropolitan Polizei herausgegeben.

Es gab nie traditionelle Kronjuwelen von Irland, jedoch wurden die juwelenbesetzten Insignien des Erlauchtesten Ordens von St. Patrick so betitelt. Sie wurden vom König als Souverän des Ordens insbesondere bei der offiziellen Zusammenkunft zur Investitur neuer Ordensritter getragen. Diese Juwelen wurden 1907 aus Dublin Castle gestohlen und gelten seither als verschollen. Die Tat wurde bisher nicht aufgeklärt.

## Geschichte
König Georg III. gründete 1783 den Orden von St. Patrick. Zu den Insignien des Ordens gehörten ein Bruststern und ein Ordensabzeichen als Anhänger zum Schulterband. König Wilhelm IV. ließ sich 1831 entsprechende Stücke anfertigen, die kostbar mit Rubinen, Smaragden und brasilianischen Diamanten angefertigt waren. Diese wurden bei offiziellen Veranstaltungen des Ordens von ihm als Ordenssouverän oder, falls er nicht persönlich anwesend sein konnte, vom Lord Lieutenant of Ireland als Großmeister des Ordens getragen.

## Diebstahl
1903 sollten die Preziosen in eigens für sie eingerichtete, sichere Räume gebracht werden. Doch stellte sich heraus, dass der Tresor zu groß für die Eingangstür war. Daher wurden die Schmuckstücke im Tresor des Büros des Officer of Arms von Dublin Castle, Sir Arthur Vicars, deponiert.
Die sieben Schlüssel der Bürotür befanden sich in der Obhut von Vicars und seinen Mitarbeitern, zwei weitere Tresorschlüssel befanden sich einzig in Vicars’ Besitz.
Vicars war dafür bekannt, sich regelmäßig zu betrinken, und er erwachte einmal mit den Juwelen um den Hals. Es ist nicht bekannt, ob dies ein Scherz oder eine für ihn typische Handlung war.
Am 6. Juli 1907, vier Tage vor dem Staatsbesuch von König Eduard VII. und Königin Alexandra in Dublin, wurde festgestellt, dass die Kronjuwelen aus dem Safe entwendet worden waren. Es wird berichtet, dass der König sehr verärgert war, aber den Besuch nicht absagte.
Vicars zeigte in den nachfolgenden Untersuchungen den zweiten Beauftragten, Francis Shackleton (Bruder des Entdeckers Ernest Shackleton), öffentlich an. Shackleton wurde freigesprochen, und über Vicars wurde befunden, er sei nicht wachsam genug gewesen oder habe das rechte Pflichtbewusstsein als Hüter der Insignien vermissen lassen. Arthur Vicars wurde am 14. April 1921 von der IRA erschossen.

## Der Diebstahl in der Literatur
Offiziell wurde der Fall nie gelöst. Doch schon 1908 schrieb der berühmte Autor Arthur Conan Doyle eine Variante des Diebstahls in der Sherlock-Holmes-Kurzgeschichte The Bruce-Partington Plans, welche im Strand Magazin und später im Sammelband Seine Abschiedsvorstellung 1917 veröffentlicht wurde. Statt der Juwelen bilden U-Boot-Pläne das Diebesgut. Die Ähnlichkeiten sind jedoch sehr akribisch zusammengestellt.
Die letzte Veröffentlichung stammt aus dem Jahr 2010 von Sean Marshall mit dem Titel The Patricius Enigma. Die fiktive Geschichte handelt nicht nur von den beiden wichtigen Protagonisten, den Juwelen und ihrem Diebstahl, sondern auch von ihrem Verbleib.